# Alec Bedser
Alec Victor Bedser est un joueur de cricket international anglais né le 4 juillet 1918 à Reading et mort le 4 avril 2010 à Londres. Il dispute 51 test-matchs avec l'équipe d'Angleterre entre 1946 et 1955. Il est un temps le lanceur qui a accumulé le plus de guichets à ce niveau. Comme son frère jumeau Eric, il effectue l'ensemble de sa carrière au sein du Surrey County Cricket Club, pour lequel il joue de 1939 à 1960. À l'issue de celle-ci, il est l'un des sélectionneurs de l'équipe d'Angleterre de 1962 à 1986. Il est anobli en 1997.

## Biographie

### Jeunesse et début de carrière
Les frères jumeaux Eric et Alec Bedser naissent le 4 juillet 1918 à Reading, dans le Berkshire. La famille Bedser déménage à Woking, dans le Surrey, quelques mois plus tard. C'est là qu'ils sont repérés par Alan Peach, entraîneur du Surrey. Eric et Alec signent un contrat professionnel en 1938. Ils font leurs débuts en first-class cricket un an plus tard, au cours du même match, contre Oxford University. Ils ne jouent que deux matchs au cours de la saison. Lorsque la Seconde Guerre mondiale éclate, les jumeaux Bedser sont tous deux mobilisés au sein de la Royal Air Force, et suivent le même parcours : Bataille de Dunkerque, Afrique du Nord, Italie, Autriche.

### Carrière internationale
Alec Bedser reprend le cricket dans le County Championship avec le Surrey en 1946. Il est sélectionné pour la première fois avec l'équipe d'Angleterre la même saison. Il débute contre l'équipe d'Inde en tournée en Angleterre. Au cours de sa première manche au lancer en test-match, il prend sept guichets en concédant 49 courses (7/49), à l'époque un record pour un débutant. Il accumule 11 guichets au total lors de son premier test-match, une performance qu'il reproduit quelques semaines plus tard contre les mêmes adversaires. Il dépasse la barre des cents guichets en first-class cricket avec le Surrey et l'Angleterre cette saison-là. Au niveau international, il connaît par la suite une période difficile : d'abord lors de la tournée en Australie pour les Ashes en 1946-1947, puis à domicile contre l'Afrique du Sud en 1947, une série au cours de laquelle il est écarté de la sélection.
Il revient en équipe d'Angleterre pour affronter l'équipe d'Australie en tournée en 1948. Il cumule 18 guichets mais surtout, comme dix-huit mois plus tôt, se montre particulièrement en réussite face à Donald Bradman. En seize manches face à lui entre 1946 et 1948, Bedser l'élimine huit fois, dont cinq fois consécutives. Hormis contre les Sud-Africains, en 1948-1949, ses performances et ses statistiques en Test cricket sont modestes jusqu'en 1950,.
Bedser connaît sa meilleure période au niveau international à partir de 1950-1951. Il affronte l'Australie lors des Ashes. Si l'Angleterre perd la série, Bedser réussit trente guichets à une moyenne au lancer d'à peine 16. Dans le dernier des cinq test-matchs, le premier gagné par l'Angleterre face à l'Australie depuis 1938, il en prend dix à lui seul. Contre les Sud-Africains, en 1951, il en réussit à nouveau 30, dont une performance de 12/112 à Old Trafford,. Lors des Ashes de 1953, Bedser est l'un des principaux artisans de la victoire finale anglaise, la première dans la série en 19 ans. Il totalise 39 guichets, ce qui est alors le meilleur total de tous les temps dans la série et, dans le même temps, dépasse le record de guichets en Test cricket de l'australien Clarrie Grimmett, 216.
Il est écarté après le premier match des Ashes de 1954-1955, au cours duquel il ne prend qu'un guichet et alors qu'il est malade du zona. Il dispute son dernier test-match face à l'Afrique du Sud, en 1955. Il continue à jouer avec le Surrey jusqu'en 1960.

### Sélectionneur
Alec Bedser est l'un des sélectionneurs de l'équipe d'Angleterre de 1962 à 1986, et en particulier président (chairman) du comité de sélection de 1969 à 1981. En 1968 éclate l'« Affaire D'Oliveira » : les sélectionneurs ne choisissent pas le joueur de couleur d'origine sud-africaine Basil D'Oliveira pour la tournée en Afrique du Sud de 1968-1969, provoquant une vive controverse dans la presse. Pour une partie de celle-ci, les sélectionneurs ont cédé à la pression du gouvernement sud-africain de John Vorster. Lorsque D'Oliveira remplace finalement un coéquipier blessé dans la liste quelques semaines plus tard, Vorster refuse que d'accueillir l'Angleterre si D'Oliveira n'est pas écarté, et le MCC annule la tournée. Durant la période où il est sélectionneur en chef, l'Angleterre gagne dix séries sur dix-huit, en perdant cinq. Il est remplacé à ce poste par Peter May après les Ashes de 1981.

### Fin de vie
Alec Bedser est nommé président du Surrey County Cricket Club en 1987. Jusqu'à la mort de son frère Eric, les jumeaux, qui ne se sont jamais mariés, vivent dans la même maison, à Woking. Il meurt le 4 avril 2010 à l'âge de 91 ans.

## Bilan sportif

### Principales équipes
|                     | Test cricket        |
| ------------------- | ------------------- |
| Angleterre          | 1946 - 1955         |
|                     | First-class cricket |
| Surrey (Angleterre) | 1939 - 1960         |

### Statistiques
En 1953, Bedser bat le record de guichets de l'Australien Clarrie Grimmett en Test cricket, 216. Il en cumule en tout 236, un record du monde dépassé par son compatriote Brian Statham en 1963. Il est le joueur qui, débutant dans une série de trois test-matchs, réussit le plus de guichets, avec 24 contre l'Inde en 1946, jusqu'à ce que le Srilankais Ajantha Mendis fasse mieux en 2008.

## Honneurs et distinctions
- Un des cinq Wisden Cricketers of the Year en 1947[2].
- Membre de l'ICC Cricket Hall of Fame depuis 2009 (membre inaugural)[13].
- Commandeur de l'Ordre de l'Empire britannique (CBE) en 1982[14].
- Fait Chevalier en 1997[15].